# Zimmern (Pappenheim)

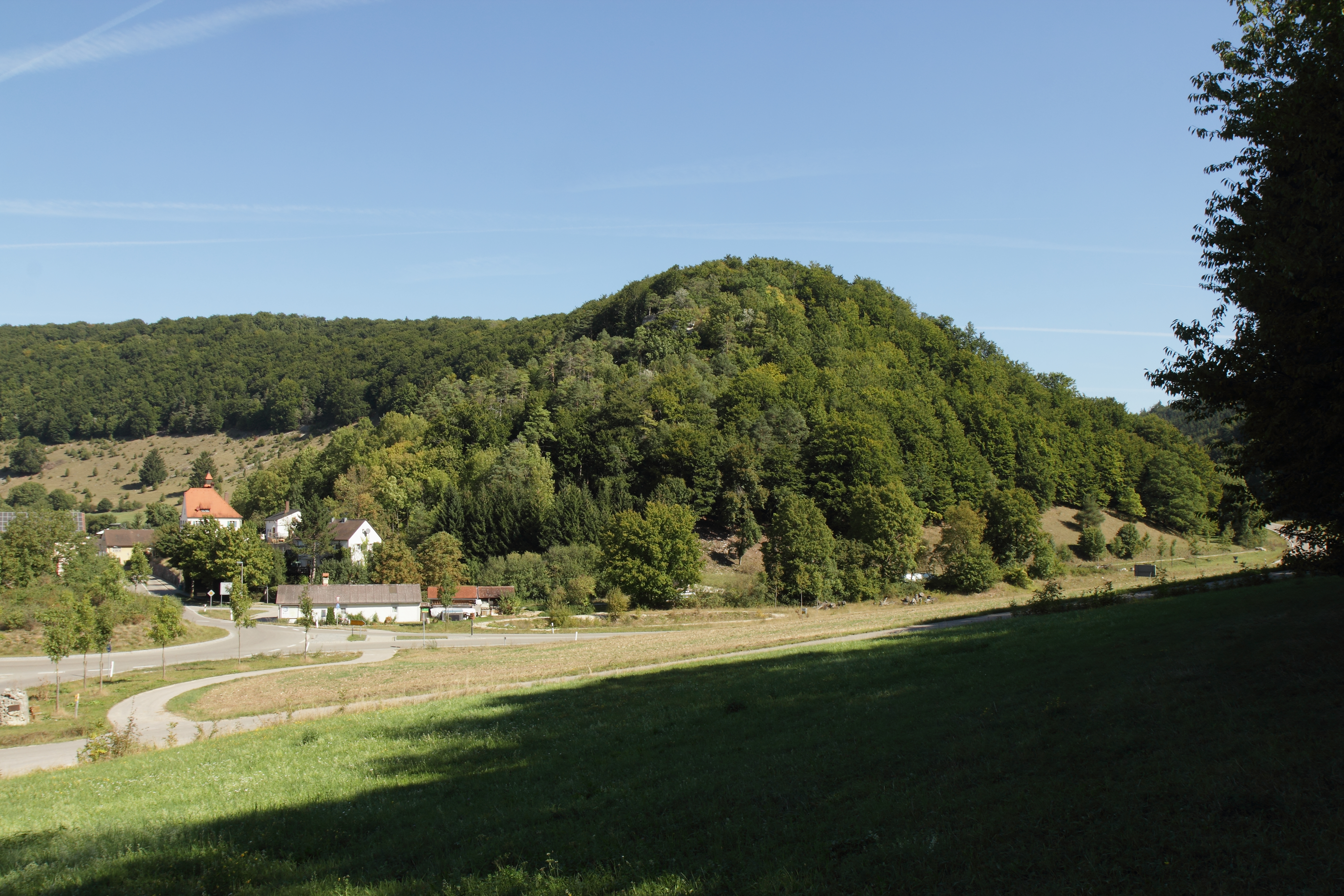
Ansicht des Hollersteines

Zimmern ist ein Gemeindeteil der Stadt Pappenheim im Landkreis Weißenburg-Gunzenhausen (Mittelfranken, Bayern). Die Gemarkung Zimmern hat eine Fläche von 4,045 km². Sie ist in 396 Flurstücke aufgeteilt, die eine durchschnittliche Flurstücksfläche von 10214,22 m² haben.

## Lage
Das Dorf liegt im Altmühltal am Fuß des Zimmerner Berges, etwa einen Kilometer Luftlinie südöstlich von Pappenheim. Eine Schleife der Altmühl berührt den Ort im Südwesten. Die Staatsstraße 2230 von Pappenheim nach Solnhofen führt hindurch. Südlich zweigt die Staatsstraße 2387 nach Bieswang ab.

## Geschichte
Der Ort ist entstanden aus einem Hof, einer Mühle und einem Fischlehen.
Am 1. Mai 1978 wurde die bis dahin selbständige Gemeinde im Zuge der Gemeindegebietsreform in die Stadt Pappenheim eingegliedert.
Das Wahrzeichen von Zimmern ist der Hollerstein, ein imposanter Fels über der Ortschaft. Auf ihm befindet sich ein mittelalterlicher Burgstall.